# إدواردو دي لا بينيا
إدواردو دي لا بينيا (بالإسبانية: Eduardo de la Peña)‏ (7 يونيو 1955 في الأوروغواي - ) هو لاعب كرة قدم أوروغواني في مركز الوسط. شارك مع منتخب الأوروغواي لكرة القدم. أما مع النوادي، فقد لعب مع ديبورتيفو كالي ونادي تيكوس وناسيونال مونتيفيديو وهوراكان.

## وصلات خارجية
- إدواردو دي لا بينيا على موقع قاعدة بيانات كرة القدم.إي يو (الإنجليزية)
- إدواردو دي لا بينيا على موقع ناشيونال فوتبول تيمز (الإنجليزية)